# H.Byarapura, Hassan
H.Byarapura là một làng thuộc tehsil Hassan, huyện Hassan, bang Karnataka, Ấn Độ.